# العلاقات الأسترالية الكمبودية
العلاقات الأسترالية الكمبودية هي العلاقات الثنائية التي تجمع بين أستراليا وكمبوديا.

## مقارنة بين البلدين
هذه مقارنة عامة ومرجعية للدولتين:
| وجه المقارنة                                              | أستراليا                                   | كمبوديا                   |
| --------------------------------------------------------- | ------------------------------------------ | ------------------------- |
| المساحة (كم2)                                             | 7.69 مليون                                 | 181.03 ألف                |
| عدد السكان (نسمة)                                         | 24.51 مليون                                | 16.01 مليون               |
| الكثافة السكانية (ن./كم²)                                 | 3.19                                       | 88.44                     |
| العاصمة                                                   | كانبرا، ملبورن                             | بنوم بنه                  |
| اللغة الرسمية                                             | لغة إنجليزية                               | اللغة الخميرية            |
| العملة                                                    | دولار أسترالي، جنيه إسترليني، جنيه أسترالي | ريال كمبودي، دولار أمريكي |
| الناتج المحلي الإجمالي (بليون دولار)                      | 1.32 تريليون                               | 22.16 مليار               |
| الناتج المحلي الإجمالي (تعادل القوة الشرائية) بليون دولار | 1.10 تريليون                               | 54.37 مليار               |
| الناتج المحلي الإجمالي الاسمي للفرد دولار أمريكي          | 56.31 ألف                                  | 1.16 ألف                  |
| الناتج المحلي الإجمالي للفرد دولار أمريكي                 | 45.92 ألف                                  | 3.26 ألف                  |
| مؤشر التنمية البشرية                                      | 0.939                                      | 0.555                     |
| رمز المكالمات الدولي                                      | +61                                        | +855                      |
| رمز الإنترنت                                              | .au                                        | .kh                       |
| المنطقة الزمنية                                           |                                            | ت ع م+07:00               |

## منظمات دولية مشتركة
يشترك البلدان في عضوية مجموعة من المنظمات الدولية، منها:
| علم المنظمة | اسم المنظمة                               | تاريخ انضمام أستراليا | تاريخ انضمام كمبوديا |
| ----------- | ----------------------------------------- | --------------------- | -------------------- |
|             | منظمة التجارة العالمية                    | ?                     | ?                    |
|             | أسيان                                     | ?                     | 30 أبريل 1999        |
|             | الاتحاد البريدي العالمي                   | ?                     | ?                    |
|             | منتدى آسيان الإقليمي ‏                     | ?                     | ?                    |
|             | يونسكو                                    | 4 نوفمبر 1946         | 3 يوليو 1951         |
|             | الفريق المعني برصد الأرض                  | ?                     | ?                    |
|             | مؤسسة التمويل الدولية                     | 20 يوليو 1956         | 26 مارس 1997         |
|             | المركز الدولي لتسوية المنازعات الاستشارية | 1 يونيو 1991          | 19 يناير 2005        |
|             | بنك التنمية الآسيوي                       | 1966                  | 1966                 |
|             | منظمة حظر الأسلحة الكيميائية              | ?                     | ?                    |
|             | مؤسسة التنمية الدولية                     | 24 سبتمبر 1960        | 22 يوليو 1970        |
|             | وكالة ضمان الاستثمار متعدد الأطراف        | 10 فبراير 1999        | 1 ديسمبر 1999        |
|             | الاتحاد الدولي للاتصالات                  | 27 مايو 1878          | 10 أبريل 1952        |
|             | منظمة الشرطة الجنائية الدولية             | ?                     | ?                    |
|             | الأمم المتحدة                             | 1 نوفمبر 1945         | 14 ديسمبر 1955       |
|             | البنك الدولي للإنشاء والتعمير             | 5 أغسطس 1947          | 22 يوليو 1970        |

## وصلات خارجية
- موقع وزارة الخارجية الأسترالية
- موقع وزارة الخارجية الكمبودية